# 王冠亚
王冠亚（1929年9月3日—2013年4月16日），笔名天赐、车明，湖北武汉人，黄梅戏表演艺术家严凤英之夫，国家一级编剧，享受国务院政府特殊津贴专家。

## 生平
1950年毕业于安徽师范大学（原安徽大学），1965年结业于上海戏剧学院戏曲导演进修班。大学毕业后，先后在阜阳军区文工队、安徽军区文工团等多个文艺单位工作。1956年5月，转入安徽省黄梅剧团工作，历任演员、副导演、编导，安徽省黄梅戏剧院编导。1989年离休，1990年加入中国作家协会。2013年4月16日，因病在合肥去世，享年84岁。
曾任安徽电影家协会副主席，1995年获全国戏曲电视剧评奖最佳编剧奖。
执导《王金凤》、《红楼梦》、《西厢记》、《江姐》、《白毛女》、《春草闯堂》等十几部大型剧目，创作改编《严凤英》、《西厢记》、《貂蝉》、《桃花扇》、《半把剪刀》、《甜妹》、《孟丽君》等计17部70集电视连续剧，多次荣获“金鹰奖”和“飞天奖”等大奖。